# 美國萬通保險
美國萬通人壽保險公司（英語：或MassMutual），簡稱美國萬通，是美國的保險集團，是一家位於美國麻省春田市的人壽保險公司。
萬通提供的金融產品有人壽保險、傷殘收入保險、長期護理保險、退休計劃服務和年金。
美國萬通曾經透過萬通亞洲在香港提供服務。2017年8月17日，雲鋒金融公布聯合另外7家投資者以總代價131億港元收購美國萬通國際公司（萬通國際）旗下萬通亞洲全部股權，當中雲鋒佔60%股權。
2019年4月9日，萬通亞洲名稱由「美國萬通（MassMutual）」更改為「萬通保險（YF Life Insurance）」。
2023年6月，萬通保險母企雲鋒金融發公告指，已將「中國恒大中心」更改為「萬通保險中心」。

## 外部連結
- 公司官網 （页面存档备份，存于）